# 柯吾
柯吾（か ご、生没年不詳）は、中国三国時代の人物。羌族の首領の一人。
魏の曹叡（明帝）から涼州刺史に任じられた徐邈の羌族懐柔策に反発して反乱を起こすが、鎮圧された。